# 이즈미촌 (후쿠이현)
이즈미촌(和泉村)은 후쿠이현 오노군에 놓여졌던 촌이다. 2005년 11월 7일, 오노시에 편입되면서 폐지되었다. 이로 인해 속해 있던 오노군도 소멸되었다. 이즈미촌 사무소는 오노시 이즈미지소가 되었다.

## 지리
기후현의 현 경계 부근의 높은 산들이 우뚝 솟은 곳에 위치하고 있다.마을 내를 구두룡천이 관류하고 있으며, 구두룡댐도 있다.

## 역사
- 에도 시대에는 미노쿠니의 고리카미 번령이였다.
- 1956년 9월 30일 - 시모오나마촌, 가미오나마촌이 합병해 성립하였다.
- 1958년 10월 14일 - 이토시로촌의 일부를 편입하였다.
- 2005년 11월 7일 - 이즈미촌이 오노시에 편입합병되고 폐지되었다.

## 교통

### 철도
- 서일본 여객철도 에쓰미호쿠선

### 도로
- 주부 종관 자동차도
- 국도 158호선